# Costume Quest
Costume Quest è un videogioco di ruolo sviluppato da Double Fine Productions e pubblicato da THQ nel 2010. La trama ruota attorno a due gemelli che, durante la notte di Halloween, incappano nella minaccia di un gruppo di mostri provenienti dalla dimensione di Repugia.
Il giocatore deve esplorare diverse location, raccogliendo caramelle, carte collezionabili e diversi elementi che compongono dei costumi, utilizzabili negli scontri contro gli avversari. Durante la partita si controlla un party di tre diversi personaggi, ognuno dei quali può equipaggiare costumi diversi per ottenere abilità speciali. Gli scontri con gli avversari vengono gestiti attraverso un sistema a turni.
Un contenuto scaricabile intitolato Grubbins on Ice, ambientato dopo gli eventi del gioco originale, è stato pubblicato nel dicembre 2010. Un sequel, Costume Quest 2, è stato pubblicato nel 2014.

## Trama
Il gioco è ambientato durante la notte di Halloween. I fratelli gemelli eterozigoti Reynold e Wren sono nuovi nel quartiere, e decidono di uscire per fare "dolcetto o scherzetto". A questo punto il giocatore sceglie quale dei due fratelli interpretare, rendendolo il personaggio "principale". Durante la visita alla prima casa, un mostro proveniente dal regno di Repugia rapisce il personaggio non giocabile e lo porta oltre un cancello chiuso.
Il protagonista, controllato dal giocatore, deve seguire le tracce del rapitore per salvare il fratello. Nel corso dell'avventura attraverserà il proprio quartiere, un centro commerciale e infine un villaggio di campagna. Lungo il percorso incontra altri due bambini - Everett e Lucy - che si uniranno a lui nell'avventura.
Alla fine, il protagonista affronta Dorsilla, una strega alla guida dei mostri. Una volta sconfitta, la donna rivela di lavorare per un mostro molto più potente di nome Tuttossa. Sconfiggendolo, il personaggio giocabile riesce a salvare il fratello rapito e a tornare a casa.

## Modalità di gioco
Costume Quest incorpora sia elementi di esplorazione tipici dei giochi d'avventura, sia elementi di crescita del personaggio tipici dei videogiochi di ruolo.
Nella parte esplorativa del gioco, il giocatore deve perlustrare diversi ambienti e fare "dolcetto o scherzetto" in un numero prestabilito di case. Durante l'esplorazione, si possono raccogliere dolciumi (utilizzati come valuta per acquistare potenziamenti), carte collezionabili (utilizzate per completare delle quest secondarie e per raggiungere degli achievement) e parti di costumi che, combinati tra loro, consentono di sbloccare nuovi travestimenti con abilità speciali. Parlando con i personaggi non giocanti, il giocatore può ottenere quest secondarie che si aggiungono a quella principale.
Quando il giocatore incappa in un avversario, si attiva la modalità combattimento. I bambini si trasformano in versioni giganti dei costumi che indossano, con abilità riflettenti il costume stesso. I combattimenti sono a turni, permettendo al giocatore di selezionare attacchi, blocchi o una mossa speciale. Vincere le battaglie garantisce ulteriori ricompense per la missione principale del giocatore.
Il giocatore può accumulare punti esperienza risolvendo le quest secondarie o sconfiggendo gli avversari. All'aumentare dei punti esperienza corrispondono scatti di livello, con conseguente aumento delle caratteristiche dei personaggi.